# Uluṟu-Kata-Tjuṯa-Nationalpark
Der Uluṟu-Kata-Tjuṯa-Nationalpark (engl.: Uluṟu-Kata Tjuṯa National Park, früher Ayers-Rock-Nationalpark) ist ein Nationalpark im Northern Territory, der bei der UNESCO als Weltnaturerbe und Weltkulturerbe gelistet ist. Er befindet sich 1431 km südlich von Darwin und 440 km südwestlich von Alice Springs entlang des Stuart und des Lasseter Highways im Outback. Der Park umfasst 1326 Quadratkilometer. Teile des Parkes sind der berühmte Felsen Uluṟu (Ayers Rock) und 40 km westlich der Kata Tjuṯa (Mount Olga). Die wichtigste touristische Ansiedlung ist Yulara.

## Einführung
Uluṟu ist das bekannteste natürliche Wahrzeichen Australiens. Dieser Inselberg erhebt sich 348 m über die Landschaft. Das Wort Kata Tjuṯa bedeutet „viele Köpfe“ und bezeichnet eine Gruppe von 36 Felsen, deren Material mehr als 500 Millionen Jahre alt ist und von der Erosion vor etwa 300 Millionen Jahren freigelegt wurde. Uluṟu und Kata Tjuṯa sind für die ursprünglichen Bewohner des Territoriums, die Anangu-Aborigines, kulturell bedeutsam und besonderen Tabus unterworfen. Heute veranstalten sie auch geführte Wandertouren, auf denen man mehr über Flora, Fauna und traditionelle Buschnahrung des Gebietes sowie über die Traumzeit-Geschichten lernen kann.
Die Anangu-Aborigines sind die Besitzer des Uluṟu-Kata-Tjuṯa-Nationalparks. Sie glauben, dass ihre Kultur schon immer in Zentralaustralien existierte und zu Beginn der Zeit von ihren Vorfahren erschaffen wurde.
1976 wurde im Rahmen des Aboriginal Land Rights (Northern Territory) Act die Rechte der Aborigines anerkannt; 9 Jahre später, 1985, erhielten sie die Eigentumsrechte (Freehold title) für das Gebiet des Parkes. Sie verpachteten das Land für 99 Jahre zurück an die australische Regierung.
Seitdem arbeiten die Anangu und Parks Australia zusammen im Rahmen des „joint management“. Dessen Ziel ist, die Anangu-Kultur zu bewahren, ein ökologisches Gleichgewicht zu erhalten und Besuchern einen Einblick in die Kultur und Geschichte des Parkes zu geben.

## Etablierung

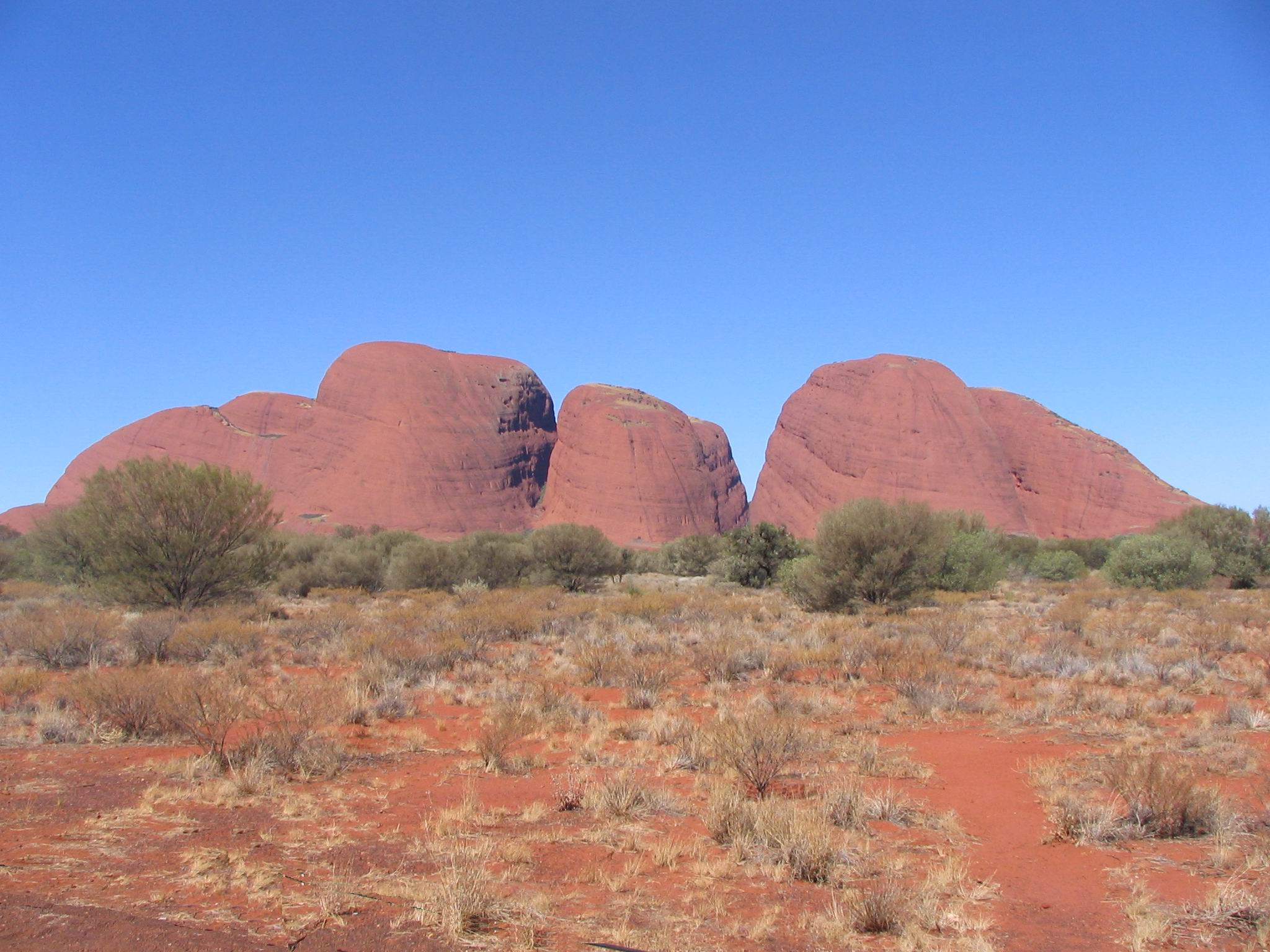
Kata Tjuṯa

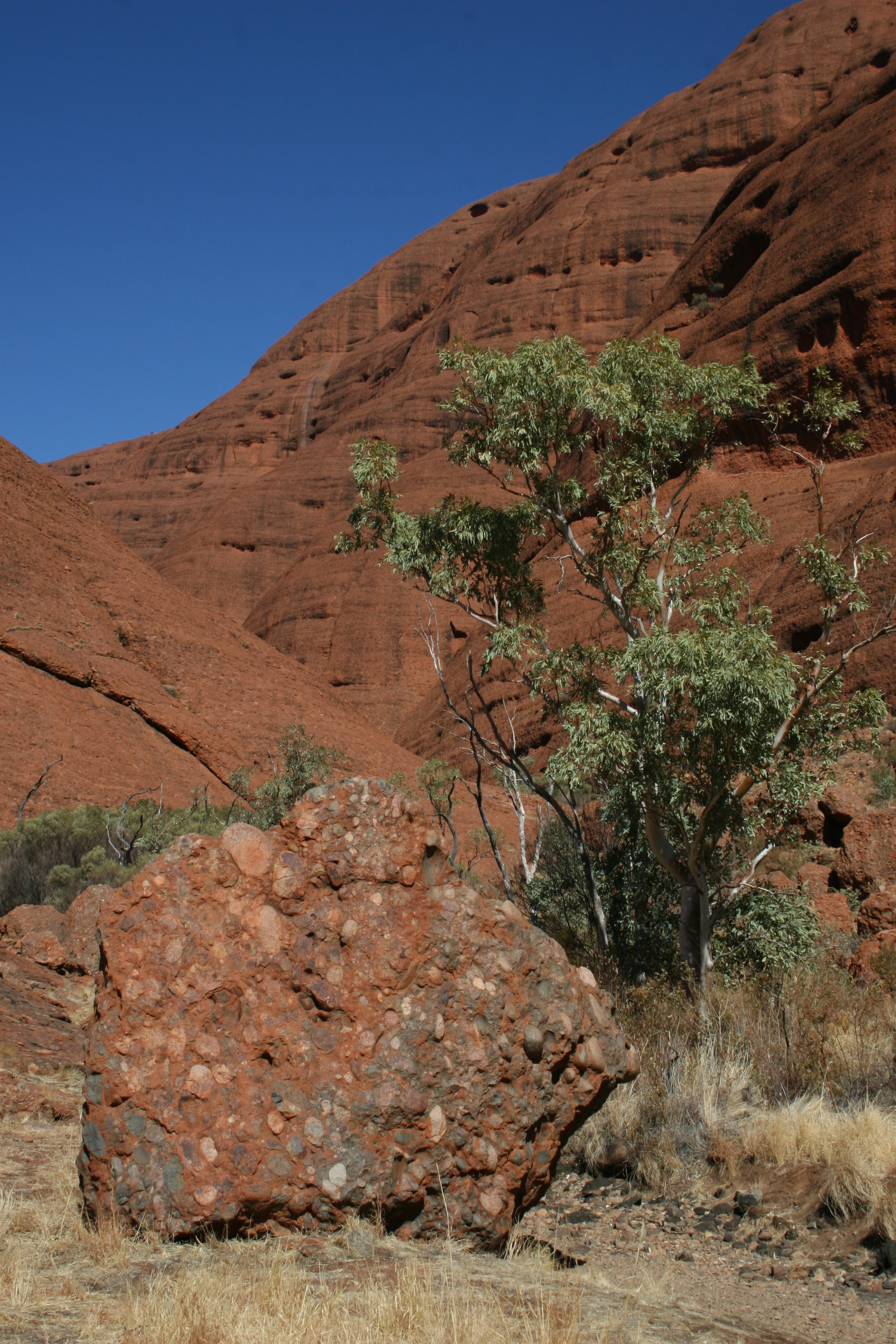
Kata Tjuṯa: Im Vordergrund ein mannshoher Fels mit Konglomeratstruktur

1987 wurde der Uluṟu-Nationalpark als UNESCO-Weltnaturerbe gelistet. 1993 änderte man den Namen offiziell auf Uluṟu-Kata Tjuṯa National Park und im folgenden Jahr wurde er ebenfalls als Weltkulturerbe gelistet. Diese international anerkannte Listung war ein bedeutender Sieg für die Anangu.
1995 gewann der Uluṟu-Kata-Tjuṯa-Nationalpark die Picasso-Goldmedaille, die höchste UNESCO-Auszeichnung, für die Erhaltung der Natur und die Bewahrung der Anangu-Kultur. Der National Parks and Wildlife Conservation Act von 1975 wurde im Juli 2000 durch den Environment Protection and Biodiversity Conservation Act von 1999 abgelöst.
Das Parkgebiet umfasste ursprünglich ein Gebiet von 132.550 Hektar und schließt auch eine Tiefe von 1000 Metern ein. Am 21. Oktober 1985 kamen weitere 16 Hektar dazu.

## Geschichte

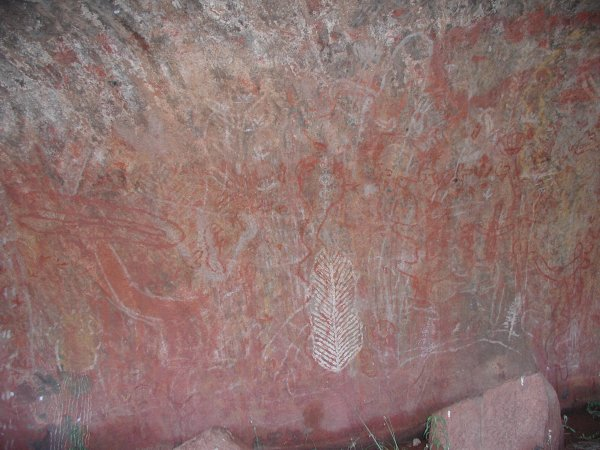
Felsmalereien am Uluṟu

Europäer bereisten die westlichen Wüstengebiete Australiens erstmals um 1870. Uluṟu und Kata Tjuṯa wurden von den Europäern während des Baus der Overland Telegrafenlinie 1872 kartographiert. William Ernest Powell Giles und William Christie Gosse waren die ersten Europäer in diesem Gebiet. Während einer Expedition im Jahr 1872 erblickte Ernest Giles Kata Tjuṯa vom Kings Canyon aus und benannte es Mount Olga, während Gosse Uluṟu entdeckte und es Ayers Rock nach Sir Henry Ayers, dem damaligen Premierminister Südaustraliens, benannte.
Weitere Expeditionen mit dem Ziel, das Gebiet zu besiedeln, folgten. Zwischen 1918 und 1921 wurden große Teile von South Australia, Western Australia und des Northern Territory als Aborigines-Reservate anerkannt, als Zufluchtsort für die Urbevölkerung Australiens.
1920 wurde ein Teil des heutigen Uluṟu-Kata-Tjuṯa-Nationalparkes von der Australischen Regierung unter dem allgemein bekannten Namen South-Western oder Petermann-Reservat zum Aborigines-Reservat erklärt.
In den späten Jahren des 19. Jahrhunderts versuchten sich einige Siedler in den Gebieten des Petermann-Reservats niederzulassen, und es kam zu teilweise gewalttätigen Auseinandersetzungen mit den Anangu.

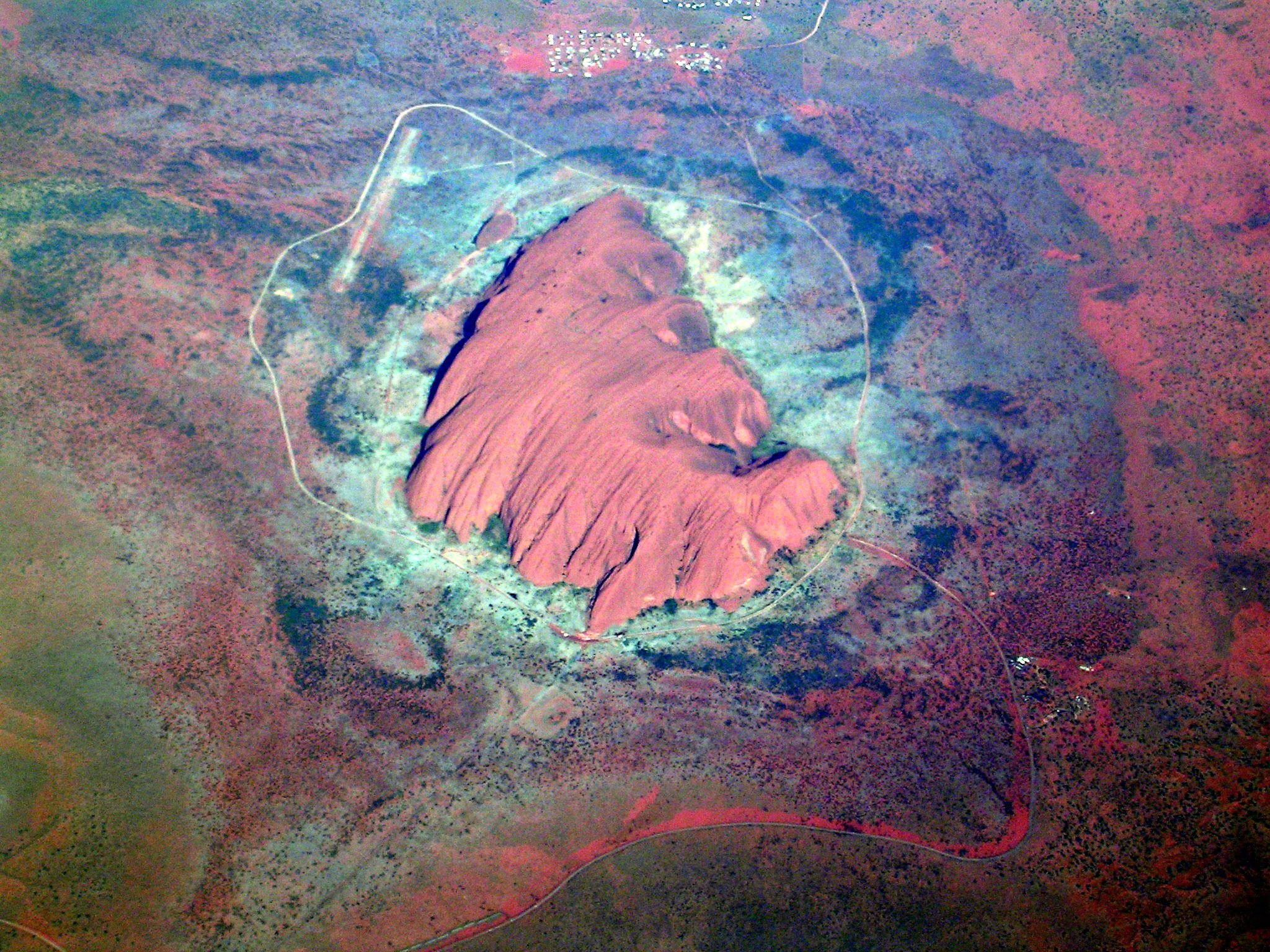
Luftaufnahme des Uluṟu

Vor allen Dingen in Dürrezeiten führte der Mangel an Nahrung zu Auseinandersetzungen zwischen Aborigines und Farmern; Polizeikräfte wurden zum Schutz der Farmer eingesetzt.
Die ersten Touristen besuchten die Uluṟu-Gegend um 1936. Ab 1940 waren die Hauptgründe für Europäer, sich in diesem Gebiet niederzulassen, das Wohlergehen der Aborigines und die Entwicklung des Tourismus für Uluṟu.
Im Jahr 1948 wurde die erste befestigte Straße nach Uluṟu angelegt, um den Tourismus in diesem Gebiet zu fördern. Bereits in den frühen 1960er Jahren etablierten sich erste Unternehmen mit Bus-Touren. Um diesen Tourismus weiter zu fördern, übernahm das Northern Territory Reserves Board das Management des Parks, der damals Ayers Rock - Mt Olga National Park hieß. Der erste Ranger war Bill Harney, eine Bekanntheit in Australien. Im Jahre 1959 erhielt Eddie Connellan die Erlaubnis, ein Motel zu eröffnen und eine Fluglandebahn nördlich von Uluṟu zu betreiben.

## Klima & Jahreszeiten

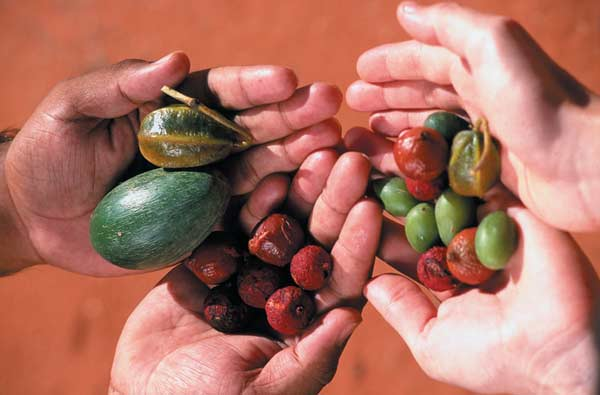
Alice Springs Desert Park, Nahrung aus dem Busch

Der Durchschnittsniederschlag im Park liegt bei 307,7 Millimeter im Jahr.
Die Temperatur beträgt bis zu 45 °C (113 °F) im Sommer und etwa −5 °C (23 °F) in der Winterzeit.
Die UV-Strahlung kann an heißen Sommertagen zwischen 11 und 15 liegen.
Auf den ersten Blick mag die Landschaft von Zentralaustralien verödet aussehen, aber bei näherer Inspektion kann man das Leben in der Wüste entdecken. Tiere und Pflanzen haben sich an das extreme Klima angepasst und bilden ein einzigartiges Biotop. Viele dieser Tier- und Pflanzenarten wurden von den traditionellen Besitzern, den Aborigines, als Medizin oder als Nahrungsquelle genutzt.
Die Aborigines unterscheiden in Zentralaustralien sechs Jahreszeiten:
- Piryakatu (August/September) – Tiere vermehren sich, Blumen blühen
- Wiyaringkupai (Oktober/November) – Heiße Zeit, Nahrung wird knapp
- Itanju- (Januar/Februar) Vereinzelte plötzliche Stürme
- Wanitjunkupai (März) – Kälteres Wetter
- Tjuntalpa (April/Mai) – Wolken kommen vom Süden
- Wari (Juni/Juli) – Kalte Zeit, der Morgen bringt Frost

## Geologie
Die Entstehungsgeschichte der Formationen im Uluṟu-Kata-Tjuṯa- und im Watarrka-Nationalpark ist sehr kompliziert und noch nicht gänzlich geklärt. Die beiden Gebiete liegen im Amadeus-Becken, dem sehr alten Sedimentbecken eines ehemaligen Binnenmeeres. Die zu Sandsteinen und Konglomeraten verfestigten Ablagerungen aus dem langen Zeitraum des Proterozoikums erreichten in vielen Schichten eine Mächtigkeit von bis zu 14 km und wurden gegen Ende des Proterozoikums, 700-600 Millionen Jahren vor heute, im Zug der Petermann-Orogenese aufgefaltet. Die Erosion dieser Gebirgszüge führte zur Bildung von Schwemmfächern, die Sedimentmächtigkeiten von mindestens 2500 m erreichten. Die Gesteine, aus denen sowohl Uluṟu als auch Kata Tjuṯa bestehen, gehen auf diese Schwemmfächersedimentation an der Wende vom Neoproterozoikum zum Kambrium, vor ca. 550 Mio. Jahren, zurück. In einer neuen Binnenmeerphase wurden diese Schwemmfächer verfestigt. 400 bis 300 Millionen Jahre vor heute, im Devon, zog sich das Meer erneut zurück, die Erdkruste in der Region wurde ein weiteres Mal gefaltet und gehoben. Dieses Ereignis wird Alice-Springs-Orogenese genannt. Sie betraf auch die Schichten, denen Uluṟu und Kata Tjuṯa angehören.
Uluṟu und Kata Tjuṯa sind von der Erosion freigelegte hervorstehende Schichtköpfe von zwei ganz verschiedenen Sedimentfächern, die gegenüber den anderen Schichten der Amadeus-Sedimentation, die seit dem Mesozoikum der Erosion zum Opfer gefallen und unter Sand begraben sind, besondere Härte aufweisen. Der Uluṟu besteht aus Arkose, einem feinkörnigen Sandstein (Korngröße Ø ≤ 2 mm) mit Feldspatanteilen („Mutitjulu-Arkose“). Kata Tjuṯa aus grobkörnigem Konglomerat, verkittetem Geröll von Faustgröße und größer („Mount-Currie-Konglomerate“). Die rote bis rostbraune Färbung dieser Gesteine wird von Hämatit, einem Eisenoxid, hervorgerufen.

## Flora

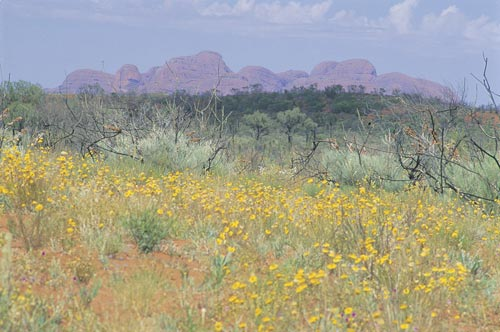
Wildblumen mit Kata Tjuṯa (The Olgas) im Hintergrund

Die Pflanzenwelt des Uluṟu-Kata-Tjuṯa-Nationalsparkes repräsentiert eine große Anzahl aller in Zentralaustralien vorkommenden Arten. Einige dieser Arten sind selten und nur im Gebiet des Parkes zu finden und somit endemisch in der Uluṟu-Kata-Tjuṯa-Region. Andere Arten, die in anderen Gebieten Zentralaustraliens gefunden werden können, sind dagegen im Park selten und gelten als bedroht.
Insgesamt ist die Pflanzenwelt dem extremen Klima bestens angepasst. Die Vermehrung der Pflanzen steht im direkten Zusammenhang mit den seltenen Regenfällen. Einige Pflanzenarten überleben Buschbrände und benötigen diese Brände, um sich fortzupflanzen. Die Pflanzenwelt stellt einen wichtigen Teil der Kultur der Traumzeit, genannt Tjukurpa, dar und es gibt unterschiedliche Zeremonien für die Hauptnahrungspflanzen. Zusätzlich werden sie mit Vorfahren in Verbindung gebracht. Das Sammeln essbarer Pflanzen ist von kultureller Bedeutung und kann als traditionelle Verbindung des Landes mit den Tjukurpa gesehen werden.
Die Pflanzenwelt des Parks kann in folgende Untergruppen eingeteilt werden:
- Punu – Bäume
- Puti – Sträucher
- Tjulpun-tjulpunpa – Blumen
- Ukiri – Gräser

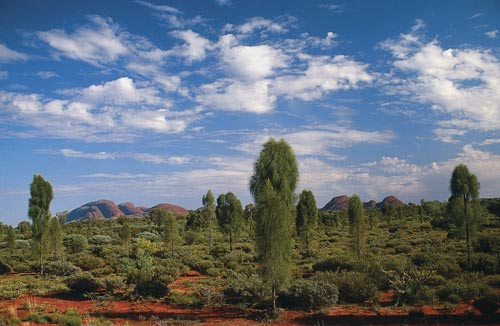
Wüsteneichen mit Kata Tjuṯa (The Olgas) im Hintergrund

Bäume wie der Mulgabusch und Bloodwood, eine Eukalyptusgattung, wurden genutzt, um Speerköpfe, Bumerangs und Gefäße herzustellen. Der rote Saft des Bloodwood Baumes wurde als Desinfektionsmittel und als Inhaliermittel gegen Erkältungen genutzt.
Andere Bäume wie der River Red Gum, ebenfalls eine Eukalyptusart und Duboisiaarten wie die Silbereichen und die Hakeas sind an sich eine Nahrungsquelle. Die weiße Kruste der Blätter des River Red Gum Baumes kann zu Bällen gerollt werden und wie ein Lutscher gegessen werden. Der Nektar der Silbereichen kann zu einem süßen Saft umgewandelt werden. Der Witchetty Busch sieht dem Mulgabusch ähnlich und Teile der Wurzeln sind genießbar.
Gänseblumen und andere erdnahe Blumen blühen nach dem Regen und im Winter. Andere Blumenarten und einige Akazienarten blühen im Frühjahr. Die Anangu sammeln die Samen der Akazien, zermahlen sie und mixen sie mit Wasser. So entsteht ein essbarer Brei, den man roh essen kann. Um Damper, ein australisches Teiggericht, herzustellen werden die Samen in den heißen Sand gelegt, so dass sich die Hülle der Samen löst.

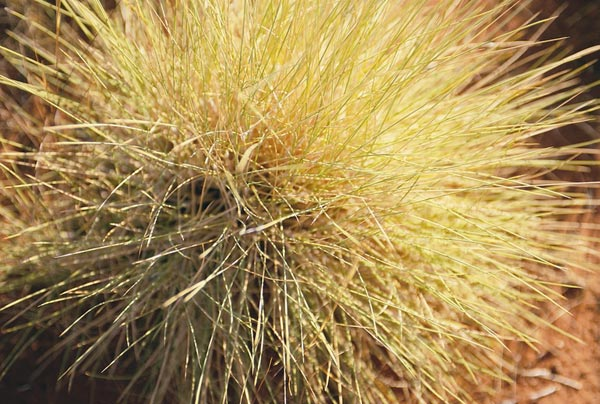
Spinifex Grass

Spinifex, eine Gattung von stachligen Süßgräsern, besitzen ein ausgeprägtes Wurzelsystem, dass den Wüstensand am Wegwehen hindert.
Die Anangu benutzen eine Art dieses Spinifex, um Gummi herzustellen. Der Busch wird so lange auf die Erde geschlagen, bis er sich in kleine Teile auflöst, die dann erhitzt werden und eine teerartige Flüssigkeit bilden. Dieses Gummi wird zum Jagen und für Werkzeuge verwendet. Eine weitere wichtige Nahrungsquelle ist eine einheimische Hirsenart. Aus ihr wird Mehl für Damper hergestellt.
Im Park gibt es einige seltene und bedrohte Pflanzenarten wie zum Beispiel eine Art der Natternzungengewächse. Diese sind auf das etwas feuchtere Gebiet am Rande des Uluṟus beschränkt.
Einige Pflanzenarten wie das Büffelgras wurden erst von den Europäern eingeführt, um der Erosion vorzubeugen. Es ist heute ein Unkraut, das sich vor allen Dingen in der Nähe von Wasserlöchern ausgebreitet hat und die Verbreitung anderer Gräser behindert. Andere Pflanzenarten wurden durch Autos eingeschleppt.

## Regeln im Park
Die Regeln im Park sind sehr restriktiv und ihre Überschreitung wird mit hohen Geldstrafen geahndet. Die Höhe der Strafen entstammt dem Katalog der Nationalparkverwaltung (Stand 2004). Die hier aufgeführte Auswahl für Verbote entspricht dem, was nach europäischen Maßstäben eher ungewöhnlich ist (Preise in Australischen Dollar):
| Beschreibung                                                                   | Strafe in Au-Dollar |
| ------------------------------------------------------------------------------ | ------------------- |
| Wissenschaftliche Forschungen durchführen                                      | 2.200               |
| Mitnahme von Bodenmaterial                                                     | 5.500               |
| An Versammlungen von mehr als 15 Personen teilnehmen oder diese abhalten       | 1.100               |
| Filme, Bilder, Zeichnungen oder Tonaufnahmen für kommerzielle Zwecke verwenden | 3.300               |
| Allgemeine gewerbliche Tätigkeit                                               | 3.300               |
| Außerhalb gekennzeichneter Wege fahren oder gehen                              | 550                 |
| Missachtung von Sicherheitshinweisen                                           | 3.300               |
| Betreten eines verbotenen oder eingeschränkten Bereiches                       | 5.500               |
| Aufstellen von Plakaten, Flaggen, Zeichen                                      | 500                 |
| Unerlaubtes Parken oder Anhalten, Störung des übrigen Verkehrs                 | 330                 |

Weitere verbotene Aktivitäten sind u. a. das Betreten und Fotografieren der heiligen Stätten der Anangu oder der Besuch der Mutitjulu community (Wohnbereich der Anangu). Dadurch reduziert sich der Aktionsradius von Touristen auf den Bereich eines Weges um den Uluṟu, einige ausgewählte Höhlen und die Besteigung des Gipfels. Ein großer Teil der Straße an der Sonnenuntergangsseite gehört zu den Halteverbotszonen, so dass eine genauere Beobachtung nur von dem gekennzeichneten Parkplatz aus möglich ist.
Weiterhin gelten die üblichen Verbote zum Schutz der Tier- und Pflanzenwelt, die Umweltverschmutzung, Feuer, wildes Campen oder die Jagd betreffend.

## Besucherzahlen
Die Aufzeichnungen der Parkverwaltung sind offenbar unvollständig, die folgenden Daten wurden einem Diagramm entnommen:
| Jahr    | Anzahl Besucher |
| ------- | --------------- |
| 1962–65 | ~10.000         |
| 1968–69 | ~25.000         |
| 1984–85 | ~100.000        |
| 1990    | 250.000         |
| 1995    | 300.000         |
| 2000    | 400.000         |